# Kristijan Lovrić
Kristijan Lovrić (* 1. Dezember 1995 in Ogulin) ist ein kroatischer Fußballspieler.

## Karriere

### Klub
Im März 2014 wechselte er vom NK Bela krajina zum NK Ogulin. Hier kam er aber lediglich einmal im Pokal zum Einsatz und so zog er im Januar 2015 weiter zu NK Kustosija Zagreb. Ein nächster Wechsel folgte dann im Februar des Jahres 2017 zu Lokomotiva Zagreb, hier kam er im Restverlauf dann auch mit einem Einsatz erstmals in der ersten Liga des Landes zum Einsatz. Für die Hinrunde der Spielzeit 2017/18 wurde er an den NK Lučko Zagreb verliehen. Eine weitere Leihe folgte danach im darauffolgenden Februar noch einmal zu seinem ehemaligen Klub NK Kustosija. Zur Spielzeit 2018/19 wechselte er schließlich für 500.000 € zu HNK Gorica. Hier avancierte er nun erstmals zum richtigen Stammspieler. Seit Februar 2022 steht er beim NK Osijek unter Vertrag.

### Nationalmannschaft
Sein Debüt für die kroatische Nationalmannschaft gab er am 30. März 2021 bei einem 3:0-Sieg über Malta während der Qualifikation für die Weltmeisterschaft 2022. Hier wurde er in der 78. Minute für Mislav Oršić eingewechselt.